# Rape of the Sword
Pour plus de détails, voir Fiche technique et Distribution.
Rape of the Sword (Dao jian) est un film hongkongais réalisé par Yue Feng et sorti en 1967. 

## Histoire
Han Jiu-zhong, un expert en arts martiaux affronte en combat singulier son co-disciple qui prétendait garder pour lui l'épée de leur maître décédé au lieu d'en faire profiter l'état. Cette arme, appelée, est en effet un trésor de l'époque Han doté d'une qualité de coupe exceptionnelle, et la dernière existante d'un trio d'épées fabuleuses. Bien que ne disposant que d'une arme de qualité inférieure, Han Jiu-zhong parvient à battre son adversaire et à ramener l'épée aux autorités, en l'occurrence le prince Wu Yi.
Cependant, la veuve du freluquet tué par Han cherche à se venger : se faisant passer pour la gouvernante d'une mijaurée fiancée au prince Lu Tian-xia, lui aussi expert en arts martiaux et fils de Wu Yi, elle s'introduit dans le palais afin de chercher à dérober l'épée.
Il faudra à maître Han et aux princes Wu Yi et Lu toute leur habileté martiale pour déjouer les plans des rebelles.

## Fiche technique
- Titre original : Rape of the Sword
- Réalisation : Yue Feng
- Scénario : Wang Po-i
- Photographie : Pao Hsueh-li
- Société de production : Shaw Brothers
- Pays d'origine : Hong Kong
- Langue originale : mandarin
- Format : Couleurs - 2,35:1 - Mono - 35 mm
- Genre : wuxiapian
- Durée : 78 min
- Date de sortie : 1967

## Distribution
- Li Li-hua : Geng Liu Niang, une veuve aigrie
- Li Ching : Zhong Jiao-long, une mijaurée
- Kiu Chong : Lo Yi-hu, un brigand rebelle
- Chen Hung-Lieh : le prince Lu Tian Xia
- Tien Feng : le père de Jiao-long
- Tang Ti : Han Jiu-zhong
- Li Yun-chung : le prince Wu Yi
- Yeung Chi-Hing : maître Liu, un brigand rebelle
- Ku Feng : un brigand
- Wu Ma
- Yuen Woo-ping